# رضاقلی‌قشلاقی
رضاقلی‌قشلاقی روستایی است که در استان اردبیل، شهرستان نیر، بخش مرکزی، دهستان رضاقلی قشلاق قرار دارد.این روستا بدلیل قرار گرفتن در کنار جاده اصلی اردبیل به نیر و مسیر شهر سرعین از قدیم محل تردد مردم روستاهای اطراف بوده و راه ارتباطی روستاهای اینانلو ودیم سقرلو و اجقاز و مادیگه از این روستا می‌باشد و به همین خاطر دهستان رصاقلی قشلاقی نام دارد. آب و هوای این روستا بدلیل قرار گرفتن در کنار رودخانه بالیقلی چای در زمستان سرد و در تابستان خنک می‌باشد. شغل مردم این روستا دامپروری و کشاورزی می‌باشد محصول زراعی این روستا گندم و جو که بصورت آبی و دیم کاشته میشود و همچنین سیب زمینی می‌باشد. در سال های اخیر مردم روستا اقدام به کاشت محصولات باغی مانند سیب و گلابی برای مصرف خانواده کرده اند.این روستا دارای یک مدرسه ابتدایی هست . این روستا بدست خان ها اداره می‌شده که زمین های زراعی به ارشاد خان و ضرغام خان تعلق داشته و در تقسیمات اراضی توسط محمد رضا شاه پهلوی بین مردم روستا تقسیم بندی شده است. از بزرگان این روستا میتوان به نام های مانند فرج‌اللهی ها و حاج اسماعیل خان و غلام خان و حاج صراف و حاج جمشید زمانی و (حاج خانمیرزا که از روستای روشنق به روستای رضاقلی قشلاقی آمدند و وی چهار پسر به نام های امیر و تقی و التفات و رحیم و چهار دختر به نام های معصومه و فاطمه ومریم و سلطنه داشته و پسر بزرگش حاج التفات رحمانی ) وسایر طوایف مظفر حیدرپور و حاج ددکشی و عالیش  و ابیش خان میتوان نام برد.
مردم این روستا در سالهای دور آب مصرفی خود را از چشمه های مانند داش بلاغ واقع در شرق روستا توسط زنان روستا با  کوزه های سفالین تهیه می‌کردند و برای شستن ظروف و لباس از رودخانه عبوری از جلوی روستا که در سالهای دور پر آب بود استفاده میکردند. و همچنین برای استحمام اغلب با هیزم تهیه شده از فضولات حیوانی مانند کرمه و یاببا آب گرم کرده و در سکوهای دست ساز که چاله سر نامیده میشد استحمام میکردند
که بعد از انقلاب ۵۷ در سال های۱۳۶۲ با هماهنگی اهالی روستا آب لوله کشی از چشمه های واقع در شمال روستا بنام دره لوله کشی کرده و به مخزن آب بتنی در زیر قبرستان روستا که مرتفع تر از روستا می‌باشد ذخیره شده و به منازلشان هدایت میشد استفاده کردند و پس از آنکه سد یامچی در در فاصله بین شهر نیر و روستا احداث کردند آب مصرفی روستا از آن سد استفاده می‌کنند. 

## جمعیت
بر اساس سرشماری سال ۱۳۸۵ جمعیت این روستا ۲۳۲ نفر با ۵۳ خانوار بوده‌است.